# 莫亨巴根超級巨人
莫亨巴根超級巨人（英語：Mohun Bagan Super Giant），簡稱莫亨巴根，是一家設於印度西孟加拉邦加爾各答的職業足球俱樂部，现征战印度足球顶级联赛——印度超級聯賽。球隊在印度國內重大足球錦標賽多次奪得冠軍，其中包括印度聯合會盃（14次）、印度盾锦标赛（22次）、杜蘭德盃（16次）等，為印度最成功的足球俱樂部。
莫亨巴根於1889年建立，是印度歷史最悠久，亞洲歷史第二悠久（僅次於香港的香港足球會）的足球俱樂部，在1911年時，球隊於印度盾锦标赛決賽以2-1擊敗東約克郡團，成為印度足球史上首支以印度人組成並奪得重大錦標賽冠軍的球隊。除了在印度聯合會盃等重大足球錦標賽有優良表現外，莫亨巴根並在流浪者盃（14次）、加爾各答足球聯賽（29次）、國家足球聯盟（3次）等，皆多次奪得冠軍。1989年，莫亨巴根成立100周年時，印度政府發行莫亨巴根於1911年印度盾锦标赛勝利的紀念郵票，來慶祝這支印度足球史上最重要的一支球隊。由於莫亨巴根的歷屆球員大多表現不凡，因此許多球員經常被印度國家足球隊徵招，這些球員在國家隊同樣表現出色，其中在1951年與1962年亞洲運動會足球錦標賽上，皆奪冠軍而回。
由於莫亨巴根的不凡表現，球隊在印度足球甲級聯賽上擁有眾多支持者，在印甲每場平均有眾多觀眾前來觀賽。

## 歷史
莫亨巴根於1889年建立，球隊的第一座錦標賽冠軍是1904年科奇比哈爾盃（Coochbehar Cup）。1905年，莫亨巴根打進在胡格利-欽蘇拉舉辦的格萊斯頓盃（Gladstone Cup）決賽，並以6-1擊敗該屆印度盾锦标赛冠軍球隊戴爾豪斯。

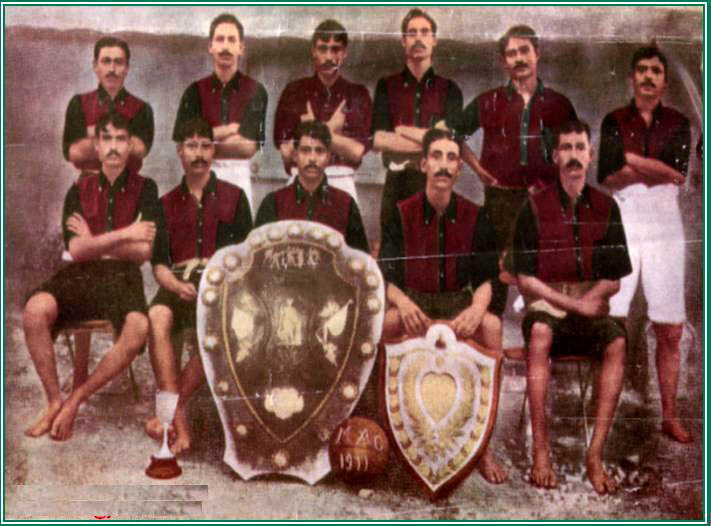
莫亨巴根於1911年印度盾锦标赛的優勝隊伍。

1911年，莫亨巴根在印度盾锦标赛決賽上，以2-1擊敗由英國人組成的東約克郡團，成為首支由印度人組成的球隊在印度盾锦标赛獲勝，並打破印度盾锦标赛長年被英國人組成的球隊霸佔局面。在該場比賽中，大多數莫亨巴根的球員打赤腳比賽，而東約克郡旅球員則擁有較良好的足球裝備。
1915年5月15日，莫亨巴根參加地區頂級聯賽加爾各答足球聯賽，與同是地區頂級聯賽成員的加爾各答足球俱樂部開始競爭。1939年，莫亨巴根首次在加爾各答足球聯賽封王。
1947年，莫亨巴根成為印度獨立後，首支在印度盾锦标赛奪冠的隊伍。1954年，莫亨巴根在印度盾锦标赛與加爾各答足球聯賽雙雙奪冠，成為加爾各答首支雙冠王的球隊，球隊並在1977年內於印度盾锦标赛、杜蘭德盃、流浪者盃連奪冠軍，成為印度足球史上首支三冠王的球隊。
1977年，莫亨巴根與北美足球聯賽紐約宇宙進行一場友誼賽，當時球王比利是紐約宇宙的前鋒，隨隊來到印度進行交流。比賽在加爾各答艾登花園板球場進行，共湧入80,000人觀賽，比賽結果以2-2打平。
1981年，莫亨巴根在印度聯合會盃決賽以2-0擊敗伊斯蘭教徒，成為首支單獨獲得印度聯合會盃冠軍，在此之前有兩屆，莫亨巴根是與另一隊東孟加拉並列冠軍。
1998年，莫亨巴根連續奪得印度盾锦标赛、印度聯合會盃、國家足球聯盟冠軍寶座，再度奪得三冠王名號，這也是國家足球聯盟成立後首支三冠王的球隊。2007年，莫亨巴根在印度超級盃決賽以4-0擊敗對手丹波，首次奪得印度超級盃冠軍。2008年，在德國守門員奧利佛·卡恩推薦下，莫亨巴根的球員們有機會與拜仁慕尼黑進行國際友誼賽。除了卡恩以外，還有中場澤·羅伯托等拜仁球員前來。該比賽於2008年5月27日鹽湖體育場舉行，拜仁慕尼黑以3-0在比賽中獲勝。
2015年5月31日，莫亨巴根在印甲聯賽最後一場以1-1與班加羅爾打平，第四度在印甲封王。

## 球衣
莫亨巴根的球衣顏色經常使用綠色與栗色混搭，在近幾年球衣顏色還搭配白色條紋。由於球隊球衣在歷史上經常使用綠色與栗色混搭條紋，因此球隊又被稱為綠栗軍團（Sabooj Maroon Brigade）。
目前球隊主場球衣顏色以綠色與白色條紋搭配亮栗色，短褲顏色以綠色與亮栗色條紋搭配白色，襪子顏色以栗色搭配白色帶紋為主。在客場球衣方面，則以白色搭配綠色與亮栗色垂直條紋，短褲顏色與主場短褲相同，襪子顏色則為全白。

## 主場

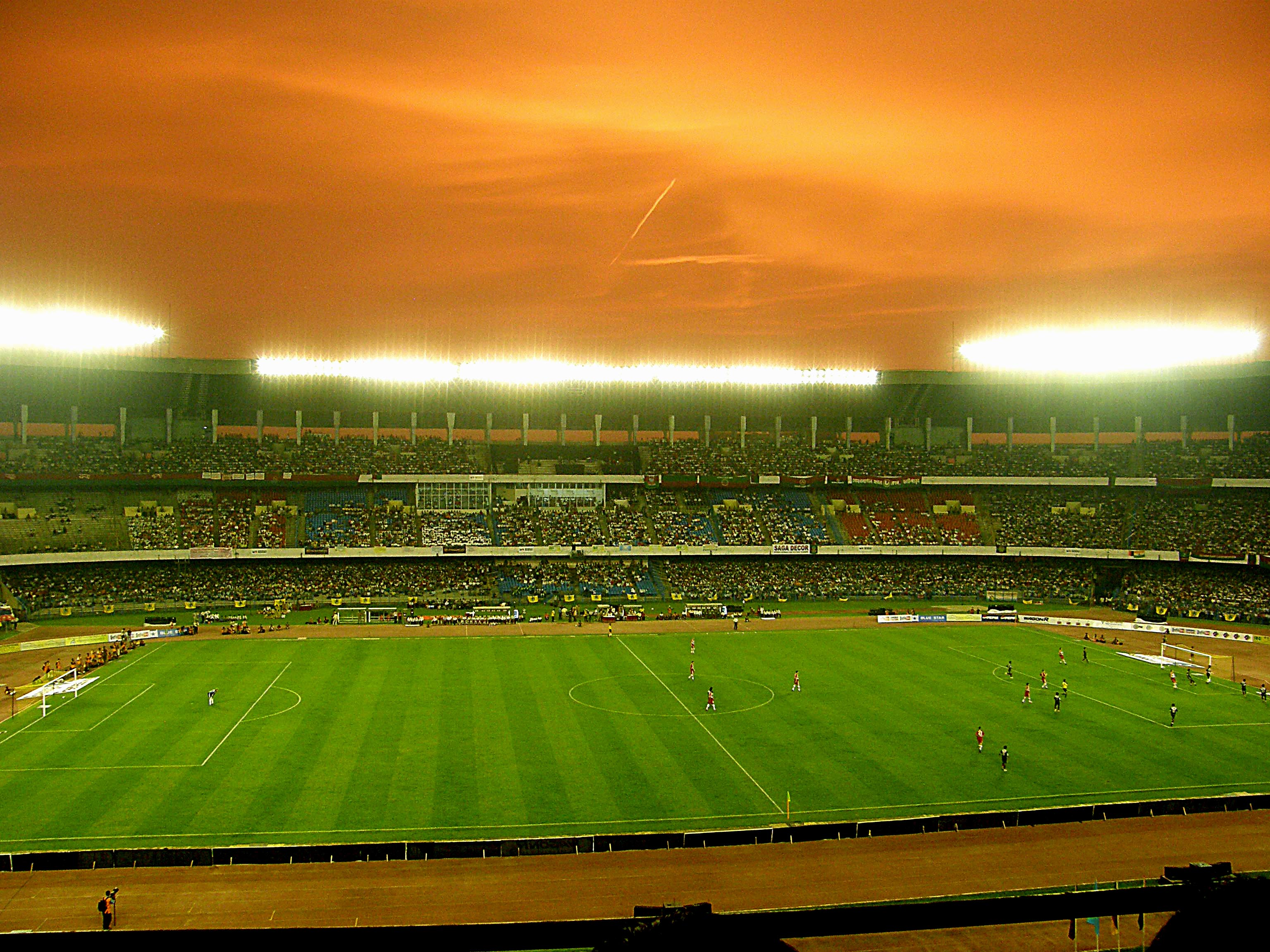
鹽湖體育場

### 鹽湖體育場
鹽湖體育場是一座位於印度西孟加拉邦加爾各答多功能體育場，該球場是全球第二大，同時是印度最大的足球場，許多重大足球錦標賽皆在此舉行。該球場於1984年完工，共有三層看台，可容納120,000名觀眾。
體育場擁有獨特的操場跑道、電子計分板、人工草皮、照明裝置、有空調的VIP休息室，以及擁有醫務室與興奮劑檢測室的會議廳。另有提供電視轉播與攝影機架設用包廂及平台、球賽轉播席與有空調的球員更衣室。
目前鹽湖體育場是莫亨巴根於印甲的主場，莫亨巴根在印甲主場賽事多在此舉行。

### 莫亨巴根足球場

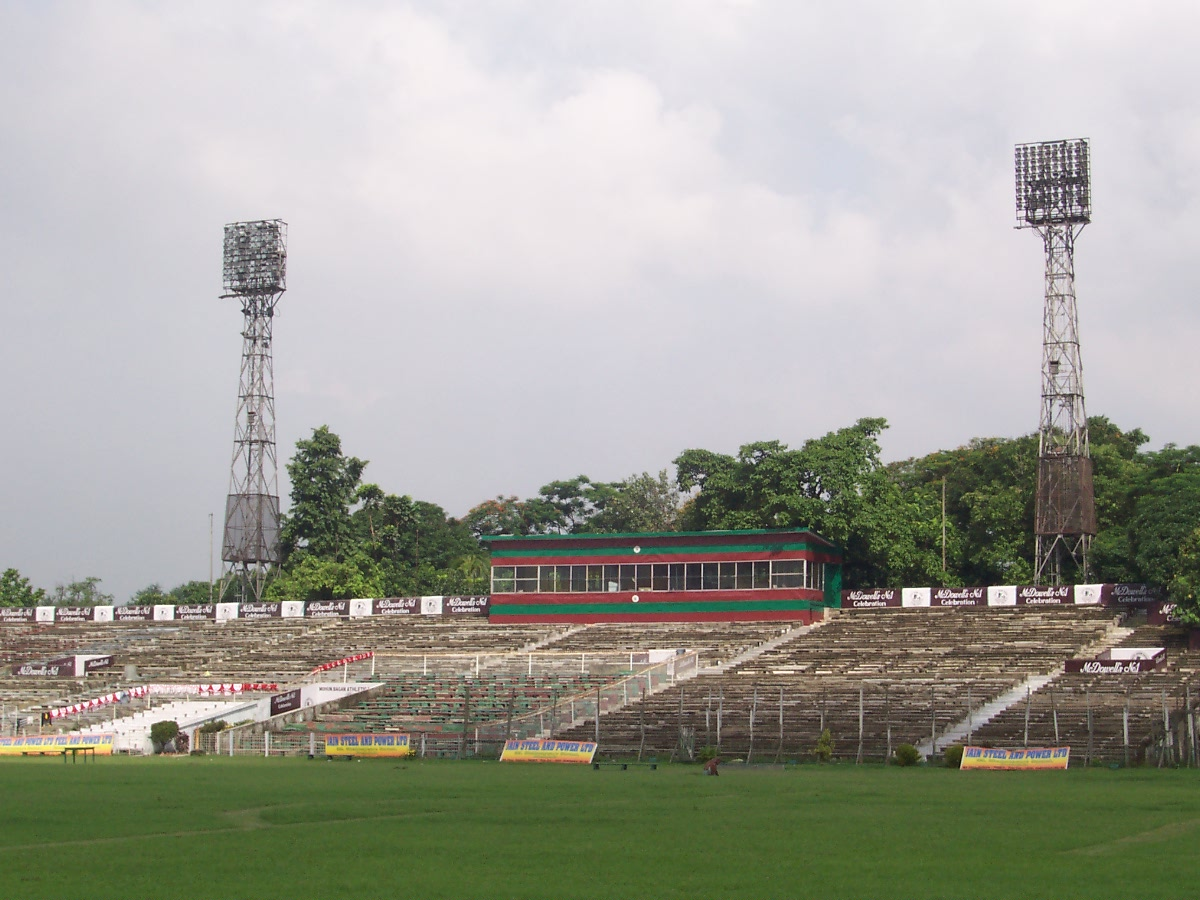
莫亨巴根足球場

莫亨巴根足球場是印度西孟加拉邦加爾各答另一座露天體育場，目前該球場是莫亨巴根於加爾各答足球聯賽主場，莫亨巴根在加爾各答足球聯賽主場賽事多在此舉行。該球場可容納25,000人。目前球場正在進行現代化改裝，包括改裝凹背單人座椅，以及球員與球迷的便利設施等。目前莫亨巴根足球場是加爾各答地區內擁有充足地泛光燈的球場，這是為了方便夜間比賽用。

### 巴拉瑟德體育場

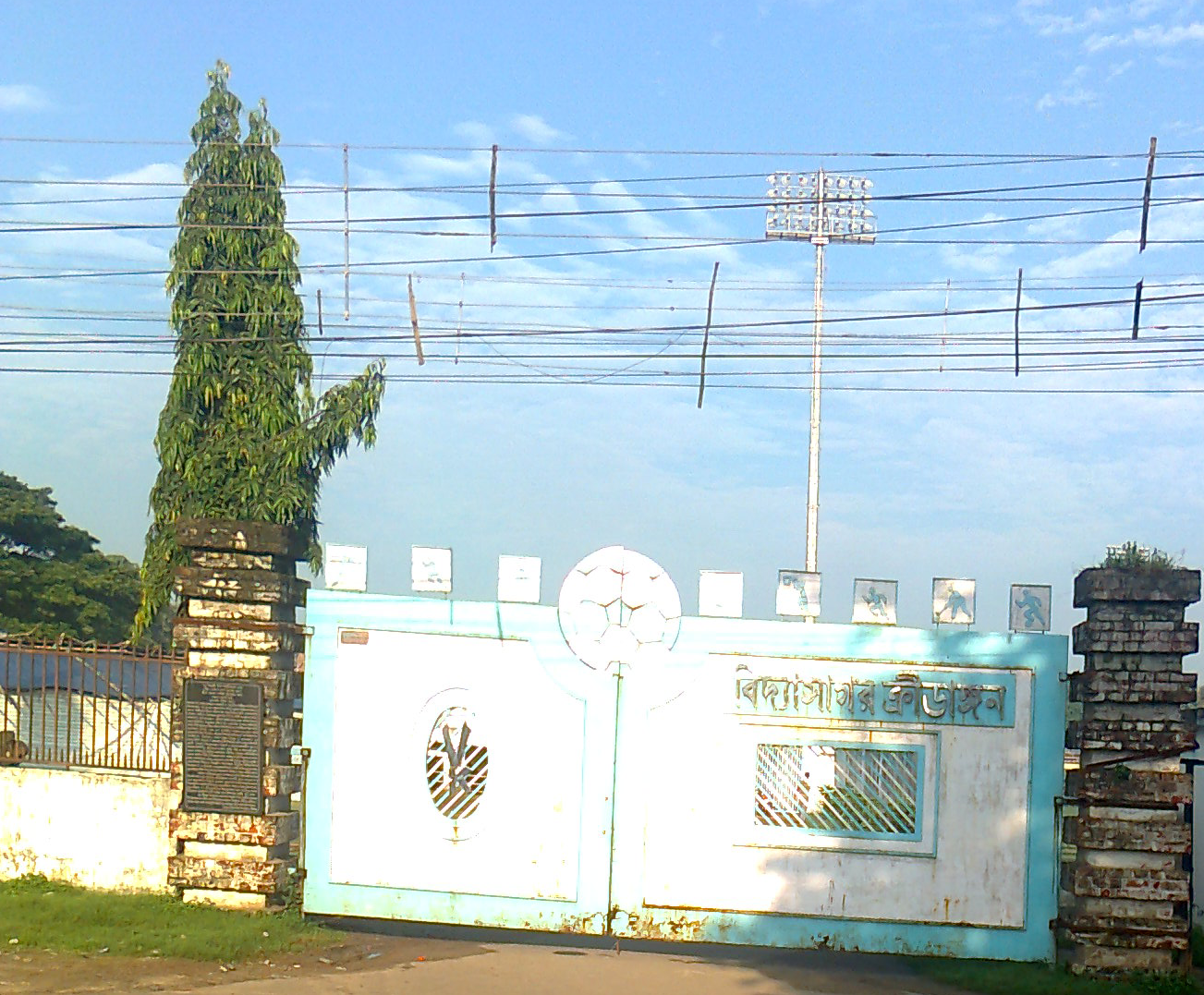
巴拉瑟德體育場

莫亨巴根聯賽賽事有較少機會會在巴拉瑟德體育場舉行，通常是鹽湖體育場及莫亨巴根足球場無法使用時才會在此舉行比賽。巴拉瑟德體育場雖不比莫亨巴根與鹽湖兩座體育場要好，但球場內仍有少數幾支泛光燈提供照明。
該球場較多舉行莫亨巴根於印度盾锦标赛賽事。

## 球隊榮譽
- 印度超級聯賽

冠軍：2023–24年（1次）
亞軍：2020–21年（1次）
- 印度足球甲級聯賽

冠軍：2014–15年、2019–20年（2次）
亞軍：2008–09年、2015–16年、2016–17年（3次）
- 國家足球聯盟 (至2006年)

冠軍：1997–98年、1999–2000年、2001–02年（3次）
亞軍：2000–01年（1次）
- 加爾各答足球聯賽（英语：Calcutta Football League）

冠軍：1939年、1943年、1944年、1951年、1954, 1955年、1956年、1959年、1960年、1962年、1963年、1964年、1965年、1969年、1976年、1978年、1979年、1983年、1984年、1986年、1990年、1992年、1994年、1997年、2001年、2005年、2007年、2008年、2009年、2018年（30次）
亞軍：1991年、1993年、1995年、1996年、1998年、1999年、2000年、2003年、2004年、2006年、2010年、2011年、2012年、2014年（14次）
- 印度聯合會盃

冠軍：1978年、1980年、1981年、1982年、1986年、1987年、1992年、1993年、1994, 1998, 2001年、2006年、2008年、2015–16年（14次）
亞軍：1997年、1983年、1985年、2004年、2010年、2016–17年（6次）
- 杜蘭德盃

冠軍：1953年、1959年、1960年、1963年、1964年、1965年、1974年、1977年、1979年、1980年、1982年、1984年、1985年、1986年、1994年、2000年、2023年（17次）
亞軍：1950年、1961年、1970年、1972年、1978年、1983年、1987年、1989年、1997年、2004年、2009年、2019年（12次）
- 流浪者盃（英语：Rovers Cup）

冠軍：1955年、1966年、1968年、1970年、1971年、1972年、1976年、1977年、1981年、1985年、1988年、1991年、1992年、2000年（14次）
亞軍：1923年、1948年、1956年、1961年、1964年、1965年、1967年、1969年、1986年、1987年（10次）
- 印度超級盃

冠軍：2007年、2009年（2次）
亞軍：1998年、1999年（2次）
最後更新：2024年5月

## 文化
莫亨巴根在1911年於印度盾锦标赛決賽以2-1擊敗東約克郡團事蹟被翻拍成電影，並於100年後，也就是2011年上映，其名稱為埃加羅。

## 外部連結
- Official Website
- Mohun Bagan Club （页面存档备份，存于）
- Mohun Bagan Gorbo
- Jiboner Rong Sobuj Maroon